# 北鷹見町
北鷹見町（きたたかみまち）は福岡県北九州市八幡西区の町。住居表示実施済み。郵便番号は807-0834。

## 地理
八幡西区の北部西側に位置し、北に折尾，中須、東に長崎町，東折尾町、南に南鷹見町、西に堀川町と接する。

## 地域の特徴
町域の北縁に沿って東西にJR九州鹿児島本線と筑豊本線が通る。線路の敷地部分は東に細長く伸び県道281号下上津役折尾線までが町域に含まれる。西端は折尾駅ホームまで達する。住宅地であり、町内には北九州市立折尾保育所，九州女子大学附属折尾幼稚園，金光教折尾教会がある。また2000年に廃線となるまでこの地を走っていた西鉄北九州線跡の煉瓦アーチ橋の一部が残されている。

## 歴史
かつてこの辺りには大字折尾の字、松ヶ崎，中ノ五畝があり、住居表示実施前は折尾高見町2丁目と通称されていた。折尾駅前には1983年12月に開業したオリオンプラザ第1ビルがあったが、1984年9月から開業していた丸和折尾店が2013年11月に撤退、2020年5月以降に解体された。また、1988年に筑豊本線と鹿児島本線の直通電車のための短絡線に折尾駅鷹見口が設けられたが、2023年3月、高架工事完了に伴って廃止された。

### 地名の由来
南鷹見町にある鷹見神社に由来する。

### 沿革
- 1974年（昭和49年）4月1日 - 北鷹見町新設[5]。

### 町名の変遷
| 実施内容          | 実施年月日               | 実施後   | 実施前         |
| ----------------- | ------------------------ | -------- | -------------- |
| 町名新設 住居表示 | 1974年（昭和49年）4月1日 | 北鷹見町 | 大字折尾の一部 |

## 世帯数と人口
2025年（令和7年）3月31日現在（北九州市発表）の世帯数と人口は以下の通りである。
| 町       | 世帯数  | 人口  |
| -------- | ------- | ----- |
| 北鷹見町 | 138世帯 | 252人 |

### 人口の変遷
国勢調査による人口の推移。
| 1995年（平成7年）  | 432人 | [ 7 ]  |  |
| 2000年（平成12年） | 380人 | [ 8 ]  |  |
| 2005年（平成17年） | 347人 | [ 9 ]  |  |
| 2010年（平成22年） | 303人 | [ 10 ] |  |
| 2015年（平成27年） | 296人 | [ 11 ] |  |
| 2020年（令和2年）  | 244人 | [ 12 ] |  |

### 世帯数の変遷
国勢調査による世帯数の推移。
| 1995年（平成7年）  | 207世帯 | [ 7 ]  |  |
| 2000年（平成12年） | 197世帯 | [ 8 ]  |  |
| 2005年（平成17年） | 167世帯 | [ 9 ]  |  |
| 2010年（平成22年） | 166世帯 | [ 10 ] |  |
| 2015年（平成27年） | 164世帯 | [ 11 ] |  |
| 2020年（令和2年）  | 132世帯 | [ 12 ] |  |

## 学区
市立小・中学校に通う場合、学区は以下の通りとなる。
| 町       | 街区 | 小学校               | 中学校               |
| -------- | ---- | -------------------- | -------------------- |
| 北鷹見町 | 全域 | 北九州市立則松小学校 | 北九州市立則松中学校 |

## 交通

### 鉄道
- JR九州折尾駅

### 道路
- 県道281号下上津役折尾線

## 施設

### 教育施設
- 九州女子大学附属折尾幼稚園

### 社会福祉施設
- 北九州市立折尾保育所

### 教会
- 金光教折尾教会

### 公園
- 鷹見公園